# アメリカ連合国議会
アメリカ連合国議会（アメリカれんごうこくぎかい、Congress of the Confederate States）は、南北戦争期の1861年から1865年まで存在したアメリカ連合国の立法機関。
連合国議会は合衆国議会と同様に、上院および下院の両院制によって構成された。上院はアメリカ連合国元老院 (Confederate Senate) と称され、各州の議会により選出された代表によって構成された。また下院はアメリカ連合国代議院 (Confederate House of Representatives) と称され、各州の住民による一般投票で選出された代表により構成された。

## 会期
アメリカ連合国を結成した7州（サウスカロライナ州、ミシシッピ州、フロリダ州、アラバマ州、ジョージア州、ルイジアナ州、テキサス州）は、アラバマ州モンゴメリーにおいて臨時議会を開催し、アメリカ連合国憲法の起草、ジェファーソン・デイヴィスの大統領選出、および最初のアメリカ連合国の国旗の設計を行った。
サムター要塞の戦い後の1861年4月にはヴァージニア州、アーカンソー州、テネシー州、ノースカロライナ州、ミズーリ州、ケンタッキー州、およびアリゾナ準州も連合国に参加し、臨時議会の開催地を連合国の首都バージニア州リッチモンド (バージニア州)へ移した。
第1回連合国議会のための選挙は、1861年11月6日に実施された。合衆国での議会選挙は偶数年に実施されていたが、連合国では奇数年に議会選挙が実施された。第1回連合国議会は、首都リッチモンドにおいて4つの会期に分けて開催された。
1865年に連合国が崩壊したため、最終的に議会選挙は2回しか実施されなかった。また第2回連合国議会も2年の任期のうち、わずか1年しか全うすることができなかった。連合国の最後の会期は、1865年3月18日に終了した。

## 文書
- A bill to be entitled An act to prohibit the importation of luxuries, or of articles not necessaries or of common use. At head of title: Senate bill no. 183, Senate, January 13, 1864
- Acts passed by the sixth legislature of the state of Louisiana, at its first session, held and begun in the city of Baton Rouge, on the 25th of November 1861. Also in French: Actes passes par la sixieme legislature de l'etat de la Louisiane a sa première session, tenue et commencée en la ville de Baton Rouge, le 25me jour de Novembre 1861.

## 関連文献
- The Federal and the Confederate Constitutions, for use of Government Officers, and for the People. Arranged in parallel columns. With the differences indicated, for convenient reference and comparison. Publisher: Columbus, Ohio. J. Walter & Co.,1863.
- The Journal of the Congress of the Confederate States of America, Document No. 234 of the U.S. Serial Set, 58th Congress, 2nd session. Publisher: Washington, D.C. : United States Senate, 1904-1905
- The Making of the Confederate Constitution, Publications of the Southern History Association vol.IX, no.5,. Publisher: Washington, D.C. : Southern History Association, 1897-1907